# باري دايموند
باري دايموند (بالإنجليزية: Barry Diamond)‏ (20 مارس 1960 في المملكة المتحدة - ) هو لاعب كرة قدم بريطاني في مركز الهجوم. لعب مع ستوكبورت كونتي ونادي روتشديل ونادي ريكسهام ونادي هايد إف سي ونادي غاينسبورو ترينيتي ونادي هاليفاكس تاون ونادي تشورلي وMossley A.F.C. ‏ ونادي بارو ونادي ألترينتشام وليه جنيسيس ‏ وOulun Palloseura (football) ‏ ونادي موركامب وRossendale United F.C. ‏ ونادي ووركينغتون وColne Dynamoes F.C. ‏.